# Johnny Knoxville
Philip John Clapp (Knoxville, 11 de marzo de 1971) conocido como Johnny Knoxville, es un actor cómico y doble estadounidense. Ha sido destacado en un número de películas, pero es mayormente conocido como el cocreador y la estrella principal de Jackass.

## Carrera
Después de graduarse de la escuela secundaria South Young School en 1988, se mudó a California para convertirse en actor, apareciendo en un principio en comerciales y como extra. No obteniendo la oportunidad que esperaba, comienza a escribir artículos para diversas revistas. También asistió a la American Academy of Dramatic Arts con una beca, pero la deja a las 28 semanas. Su idea de probar equipos de autodefensa en sí mismo fue escogida por Jeff Tremaine, director de la revista de skateboarding Big Brother, y las acrobacias fueron filmadas e incluidas en el vídeo Big Brother Number Two. Posteriormente, las payasadas de Knoxville se convirtieron en algo importante en Big Brother, cuyo elenco incluía a Chris Pontius, Steve-O y a Dave England.
En 2004, protagonizó junto a Tracey Ullman la sátira sexual A Dirty Shame, una comedia irreverente del director underground John Waters, en la que también participaron Chris Isaak y Selma Blair, en la cual interpreta una suerte de "mesías de las libertades sexuales".

## Jackass
Finalmente, Johnny Knoxville, Jeff Tremaine, Jason "Wee-Man" Acuña, Dave England, Chris Pontius y Steve-O producen un piloto que utilizaba imágenes de Big Brother, junto con vídeos de CKY protagonizados por Bam Margera y Ryan Dunn, y con la ayuda de Spike Jonze. El acuerdo se hizo con MTV y así nació Jackass. Knoxville también participó en Gumball 3000, de Jackass, junto con las coestrellas del programa Preston Lacy, Wee Man, Steve-O y Chris Pontius, con Jeff Tremaine como director y Dimitry Elyashkevich como productor. Antes de aterrizar en MTV, Jackass, Knoxville y compañía rechazaron una oferta similar de Saturday Night Live para llevar a cabo su espectáculo de acrobacias sobre una base semanal.

## Vida privada
Knoxville tiene un hijo, Richie, y dos hijas, Madison y Arlo. Madison aparece en los créditos de Jackass 2, mientras que Arlo nació el 6 de octubre de 2011. Knoxville se casó el 15 de mayo de 1995, y después de 12 años de matrimonio presentó la separación judicial. Poco después fue solicitado el divorcio. 
El 15 de enero de 2009 en el Aeropuerto Internacional de Los Ángeles los trabajadores de seguridad le descubrieron una granada inerte, por lo cual fue detenido y se le citó por transportar un artículo prohibido dentro del aeropuerto. Knoxville explicó el 4 de febrero de 2009 en El Show de Howard Stern que se trataba de un objeto de utilería para un comercial, que un asistente había empacado en su equipaje por él. También el 4 de febrero explicó la forma en que se rasgó su uretra durante un truco para Nitro Circus y explicó cómo ha de orinar dos veces al día. Dijo que esto se hace introduciendo un tubo en su pene por completo hasta su vejiga (unos 20 cm).

## Filmografía

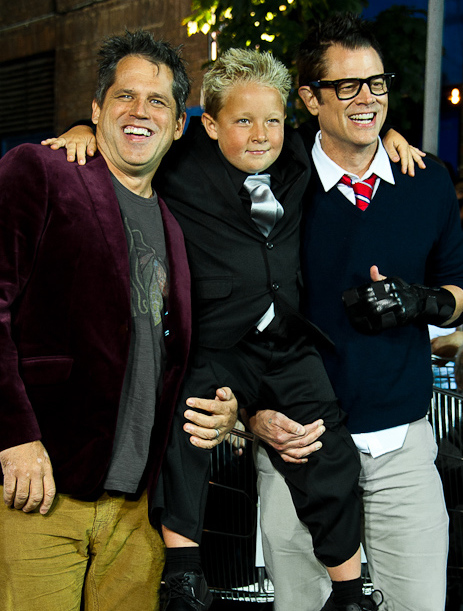
Jeff Tremaine, Jackson Nicholl y Johnny Knoxville.

- Coyote Ugly (2000) - Tipo de la universidad (no acreditado)
- Life Without Dick (2001) - Dick Rasmusson
- Don't Try This At Home: The Steve-O Video (2001) - Él mismo
- Big Trouble (2002) - Eddie Leadbetter
- Deuces Wild (2002) - Vinnie Fish
- Hombres de negro II (2002) - Scrad/Charlie
- Jackass: The Movie (2002) - Él mismo/Irving Zisman
- Grand Theft Parsons (2003) - Phil Kaufman
- Walking Tall (2004) - Ray Templeton
- A Dirty Shame (2004) - Ray Ray Perkins
- Lords of Dogtown (2005) - Topper Burks
- The Dukes of Hazzard (2005) - Luke Duke
- The Devil's Rejects (2005) - Policía (no acreditado)
- Daltry Calhoun (2005) - Daltry Calhoun
- The Ringer (2005) - Steve Barker (Jeffy Dahmor)
- Jackass Number Two (2006) - Él mismo/Irving Zisman
- Jackass 2.5 (2007) - Él mismo
- Fruitcake (2008) - Dick
- Hawaiian Dick (2009) - Byrd
- Jackass 3D (2010) - Él mismo
- Jackass 3.5 (2011) - Él mismo
- Movie 43 (2012) - Pete
- Small Apartments (2012) - Tommy Balls
- Nitro Circus The Movie (2012) - Él mismo
- The Last Stand (2013) - Lewis Dinkum
- Jackass Presents: Bad Grandpa (2013) - Irving Zisman
- Tortugas Ninja (2014) - Voz de Leonardo
- Elvis & Nixon (2016) - Sonny West
- Skiptrace (2016) - Connor Watts
- Teenage Mutant Ninja Turtles: Out of the Shadows (2016) - Voz de Leonardo
- Action Point (2018) - D.C.
- Polar (2019) - Michael Green
- We Summon the Darkness (2019) - John Henry Butler
- Above Suspicion (2019) - Cash
- Unbreakable Kimmy Schmidt: Kimmy vs the Reverend (2020) - C.J.
- Mainstream (2020) - Ted Wick
- Jackass Forever (2022) - Él mismo
- Agente Elvis (2023) - Bobby Ray